# Виноградов, Евгений Андреевич
Евге́ний Андре́евич Виногра́дов (3 октября 1941 — 20 апреля 2022) — советский и российский физик, член-корреспондент РАН, специалист в области физики твёрдого тела, оптики и спектроскопии, директор Института спектроскопии РАН с 1989 по 2015 гг.

## Биография
В 1958 г. окончил среднюю школу № 1 пос. Правда Московской области. В 1961 г. окончил Калининградский механический техникум (г. Калининград Московской обл.) по специальности радиотехник-приборист и был распределён на работу в ЦНИИМАШ. С 09.11.1961 г. по август 1964 г. служил в рядах Советской Армии. В 1964—1970 гг. — студент МФТИ, 1970—1973 гг. — аспирант МФТИ и ФИАН. С 1973 по 1986 гг. — мнс, снс, зав. сектором и зав лабораторией «Спектроскопии неупорядоченных сред» Института спектроскопии РАН (ИСАН). 1986—1989 гг. зав. лабораторией «Физики тонких плёнок» ФИАН и с 1989 по 2015 гг. —директор ИСАН. В 1973 г. защитил кандидатскую диссертацию и в 1982 г. — докторскую диссертацию. С 1988 г. — профессор по специальности «оптика». В 2008 г. избран членом-корреспондентом РАН.
- Директор Института спектроскопии РАН (1989).
- Член Президиума Троицкого научного центра РАН (1997).
- Член Бюро Отделения физических наук РАН.
- Действительный член Европейской Академии Наук.
- Заведующий кафедрой «Нанооптика и спектроскопия» ФПФЭ МФТИ.
- Член бюро советов РАН: «Оптика и лазерная физика», «Спектроскопия атомов и молекул».
- Член редколлегий журналов: Turkish Journal of Physics; Semiconductor Physics, Materials and Devices Journal.

Скончался 20 апреля 2022 года. Похоронен на Троицком городском кладбище.

## Сфера научной деятельности
Динамика кристаллической решётки (оптические фононы и поляритоны), структурные фазовые переходы в кристаллах, ИК спектроскопия конденсированных сред в дальнем и ближнем поле, ИК спектральное приборостроение.

### Избранные публикации
Автор более 200 научных статей, в том числе одной монографии и 9 авторских свидетельств на изобретения.
- Е. А. Виноградов, И. А. Дорофеев. Термостимулированные электромагнитные поля твёрдых тел. — М.: Физматлит, 2010. — 484 с. — 200 экз. — ISBN 978 5 9221 1212 3. Архивировано 10 ноября 2011 года.

## Награды
- Орден Дружбы (1999).